# Francis Bridgeman
Ne doit pas être confondu avec Francis Charles Bridgeman.
Pour les articles homonymes, voir Bridgeman.
Francis Charles Bridgeman Bridgeman est un amiral de la Royal Navy né le 7 décembre 1848 et mort le 17 février 1929. Spécialisé dans l'artillerie, il commande un cuirassé puis un croiseur cuirassé avant de prendre la tête de la Home Fleet. En novembre 1911, il est nommé First Sea Lord, mais démissionne l'année suivante à la suite de désaccords techniques avec le Lord de l'Amirauté Winston Churchill.